# Berthold III van Zähringen
Berthold III van Zähringen (omstreeks 1085; 3 mei 1122 bij Molsheim) was hertog van Zähringen. In 1120 stichtte hij Freiburg im Breisgau, zijn nieuwe hoofdstad.
Berthold nam in 1111 de heerschappij van zijn vader Berthold II over.  Hij steunde keizer Hendrik V en had een wezenlijk aandeel in het Concordaat van Worms van 1122. Hij stierf bij een vete met de stad Molsheim. Zijn broer Koenraad volgde hem op als hertog. 
Hij was getrouwd met Sophia van Beieren, die na zijn dood hertrouwde met Leopold I van Stiermarken. 